# Simon Wagner (Maler)
Gustav Simon Ludwig Wagner (* 25. August 1799 in Stralsund; † 17. Juni 1829 in Dresden) war ein deutscher Genremaler.

## Leben
Simon Wagners Familie zog um 1801 nach Damgarten, wo er 1816 konfirmiert wurde. Er ging nach Dresden, um dort Kunst zu studieren. Studienreisen führten ihn nach Salzburg und Tirol. Einer seiner Freunde war der Schriftsteller und Maler Wilhelm von Kügelgen (1802–1867). Dessen posthum veröffentlichtes Werk Jugenderinnerungen eines alten Mannes wurde bereits hundertfach aufgelegt. In diesem schildert er auch seine Begegnungen mit Wagner, der den Spitznamen „Schill“ hatte und anscheinend kein leichtes Leben führte. Dabei waren seine Zeichnungen durchaus qualitativ und fanden auch in besseren Kreisen ein positives Echo. Sein realistischer Stil passte zur damaligen Kunstauffassung. Er fertigte bevorzugt Szenen, in denen Hirten, Jäger oder Soldaten zu sehen waren, und zuletzt mehrere Zeichnungen aus dem Leben Albrecht Dürers. Doch schon am 17. Juni 1829 verstarb Wagner an einem Lungenleiden. Der Maler August Richter (1801–1873) fertigte um 1824 eine Porträtzeichnung Wagners.

## Werke (Auswahl)
- Lutherbildnis nach Cranach, 1821 für die Kirche zu Damgarten, 1994 gestohlen
- Selbstbildnis, undatiert
- Johann Caspar Schinz, (1797–1832), 1826[3]
- Szenen aus dem Leben Albrecht Dürers, 1829[4]

Vom 5. Mai bis 7. Oktober 2018 waren einige seiner Werke in der Ausstellung Bilder voller Poesie – Stralsunder Kunst im 19. Jahrhundert im Stralsund Museum zu sehen.